# Aina Aiba
Aina Aiba (相羽 あいな Aiba Aina, * 17. Oktober 1988 in Osaka, Präfektur Osaka) ist eine japanische Seiyū, Popmusikerin und ehemalige Profi-Wrestlerin. Sie steht beim Unternehmen Hibiki unter Vertrag.

## Werdegang
Bevor sie mit dem Synchronsprechen anfing, war Aiba Profi-Wrestlerin bei New Japan Pro-Wrestling. Ihr Ringname lautete Yuuki Harima (播磨佑紀). Ihren ersten von insgesamt drei Profi-Kämpfen bestritt Aiba am 6. September 2015. Gelegentlich kommentiert Aiba Wrestlingkämpfe der Liga für das Fernsehen. Außerdem war unter dem gleichen Pseudonym als Bühnendarstellerin tätig.
Ihre erste Sprechrolle hatte Aiba im Jahr 2016 für den Anime Cardfight!! Vanguard G: Next in der sie dem Charakter Tohoka Anjō ihre Stimme verlieh. Sie ersetzte Synchronsprecherin Emi Nitta. Für 2017 erstveröffentlichten den Anime Cardfight!! Vanguard G: Z sprach sie die Rolle der Tohoka erneut.
Außerdem spricht sie Yukina Minato im Franchise BanG Dream! und verkörpert ihre Rolle in der fiktiven Rockband Roselia. Die Band wurde 2016 gegründet, hat mehrere Singles und ein Album veröffentlicht und mehrere Konzerte absolviert. Auch hatte Aiba eine Synchronsprechrolle im Anime Kemono Friends, in der sie Iwatobi Penguin spricht. In der Animeserie Revue Starlight spricht sie den Charakter Claudine Saijō.
Als Solomusikerin veröffentlichte sie zwei Singles. Die erste Single heißt Yume no Hikari, Kimi no Mirai, wurde im November 2016 veröffentlicht und verkaufte sich damals lediglich knapp über 600 mal. Im Oktober 2019 folgte mit Lead the Way die zweite Single, die auch als 0th Single bezeichnet wurde. Dabei steht 0th laut Aiba für den musikalischen Neuanfang.

## Sprechrollen
Anime
- 2016–2017: Cardfight!! Vanguard G: Next als Tohoka Anjō
- 2017–2018: Cardfight!! Vanguard G: Z als Tohoka Anjō
- seit 2017: BanG Dream! als Yukina Minato
- seit 2017: Kemono Friends als Iwatobi Penguin
- 2018: Revue Starlight als Claudine Saijō

Videospiele
- 2018: BanG Dream! Girls Band Party! als Yukina Minato
- 2019: Brown Dust als Eunrang

Radio
- 2016–2017: Cardfight!! Vanguard G: NEXT

## Diskografie

### Mit Roselia
- → Hauptartikel: Roselia#Diskografie
- 2017: Black Shout (Single, Bushiroad Music)
- 2017: Re:birth Day (Single, Bushiroad Music)
- 2017: Passionate Starmine (Single, Bushiroad Music)
- 2017: Oneness (Single, Bushiroad Music)
- 2018: Opera of the Wasteland (Single, Bushiroad Music)
- 2018: Anfang (Album, Bushiroad Music)
- 2018: R (Single, Bushiroad Music)
- 2018: Brave Jewel (Single, Bushiroad Music)
- 2019: Safe and Sound (Single, Bushiroad Music)
- 2019: Fire Bird (Single, Bushiroad Music)
- 2020: Promise (Single, Bushiroad Music)

### Solo
- 2016: Yume no Hikari, Kimi no Mirai (Single, Bushiroad Music)
- 2019: Lead the Way (Single, Bushiroad Music)
- 2020: SiGN (Album, Bushiroad Music)